# Patriarca (Sobral)
Patriarca é um distrito do município brasileiro de Sobral, no interior do estado do Ceará. Segundo o censo demográfico de 2022, realizado pelo Instituto Brasileiro de Geografia e Estatística (IBGE), sua população era de 2 234 habitantes e havia 740 domicílios particulares permanentes ocupados.
De acordo com o IBGE, em 2010 a população era de 2 111 habitantes e havia 665 domicílios particulares.
Foi criado antes de 1933, quando se chamava São José. Foi renomeado para Patriarca pelo decreto estadual nº 448 de 20 de dezembro de 1938.